# Aleut-szigeteki hadjárat

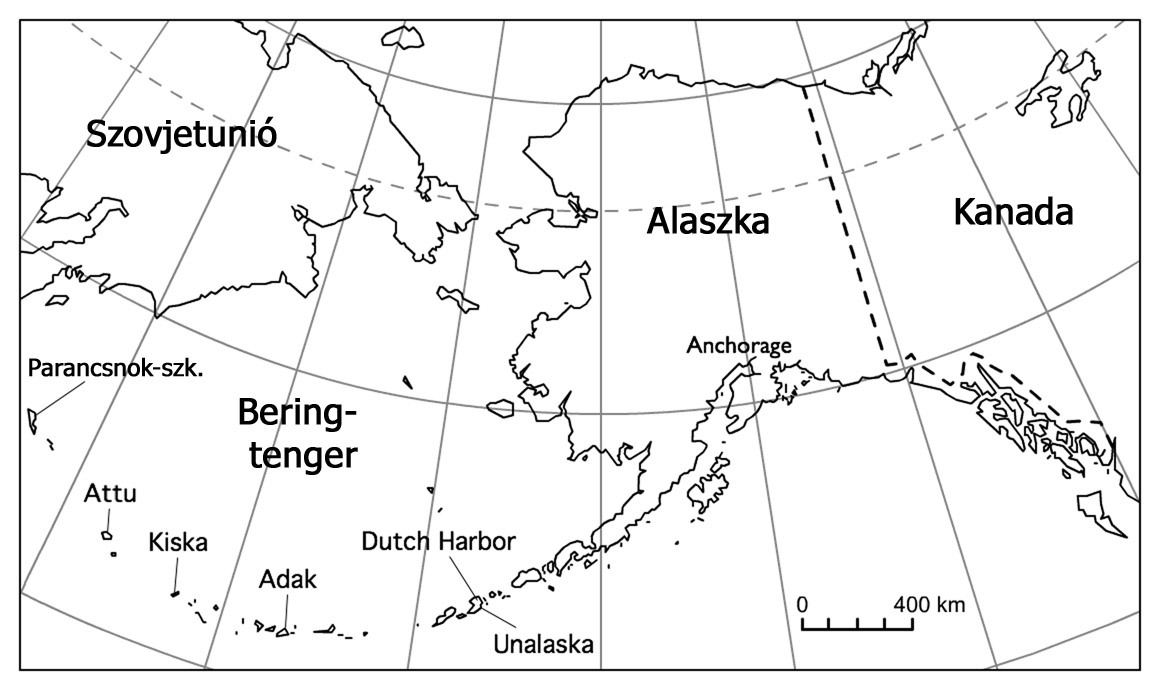
Térkép a szócikkben említett helyszínekhez

Az aleut-szigeteki hadjárat az Alaszkához (USA) tartozó Attu és Kiska szigetein zajlott a második világháború idején, 1942. június 6-ától 1943. augusztus 15-éig.
A japán hadművelet stratégiai célja az lett volna, hogy megossza az amerikaiak figyelmét a midwayi csata kezdetekor – a két sziget elfoglalása felvillantotta annak veszélyét, hogy a japánok olyan szárazföldi légibázist hozhatnak létre, ahonnan akár az USA nyugati partját is elérhetik. Ennek megvalósítása egyébként túlságosan nagy költségekkel járt volna, és a császárság nagy hatótávolságú bombázókkal sem rendelkezett, mindazonáltal Japánnak voltak tervei egész Alaszka elcsatolására. A szigetek visszaszerzése – mely a távolság, az időjárás és a terepviszonyok miatt végül több mint egy évig tartott – presztízskérdés volt az amerikaiak számára: az 1812-es brit–amerikai háború óta nem lépett ellenséges haderő a földjükre. A mai napig az aleut-szigeteki hadjárat volt az utolsó az Amerikai Egyesült Államok területén szuverén nemzetek által vívott ütközet.
Az aleut-szigeteki csatát az Egyesült Államokban „az elfelejtett csata”-ként szokás emlegetni, részben azért, mert vele párhuzamosan zajlott a jóval közismertebb guadalcanali hadjárat is.

## A japán támadás
1942. június 3-án japán bombázók intéztek támadást az Unalaska szigetén található Dutch Harbor ellen. A rossz időben csak a gépek fele találta meg célpontját, nem okoztak nagy pusztítást, de így is 78 amerikai katona halt meg.
Az 1942. június 6-án Kiskát, majd a következő napon Attut megszálló japán egységek kezdetben alig ütköztek ellenállásba. Az őslakosok többségét az amerikaiak már korábban erőszakkal kitelepítették, és délkelet-alaszkai táborokba internálták, ahol sokan közülük éhenhaltak vagy valamilyen betegség áldozatai lettek. A szigeteken maradt 42 személyt Hokkaidóra, az Otaru melletti börtöntáborba vitték, amelyet tizenhatan nem éltek túl.

## A szövetségesek válasza
1942 augusztusában az USA létrehozott egy légibázist Adak szigetén, és bombázni kezdte Kiskát. A Charles McMorris ellentengernagy vezetése alatt álló amerikai-kanadai tengerészeti erők feladata a japán utánpótlás lehetetlenné tétele volt. A parancsnok-szigeteki csata után a japánok már csak tengeralattjárókkal tudták ellátni aleut-szigeteki csapataikat.
Attu visszafoglalása 1943. május 11-én kezdődött. A műveletet megnehezítette, hogy nem álltak rendelkezésre partraszállóhajók – a part terepviszonyai egyébként is jelentősen megnehezítették a partraszállást –, és a rendkívül rossz időjárást is elviselni képes felszerelés. Sokan szenvedtek fagyási sérüléseket, mivel a felszerelés alapvető darabjait sem lehetett a szigetekre szállítani, vagy, ha oda el is jutottak, a tundrán nem működő járművekkel nem lehetett a rendeltetési helyükre szállítani őket. A japánok nem támadták meg az érkező amerikaiakat, hanem a sziget magasabb részein vették be magukat.

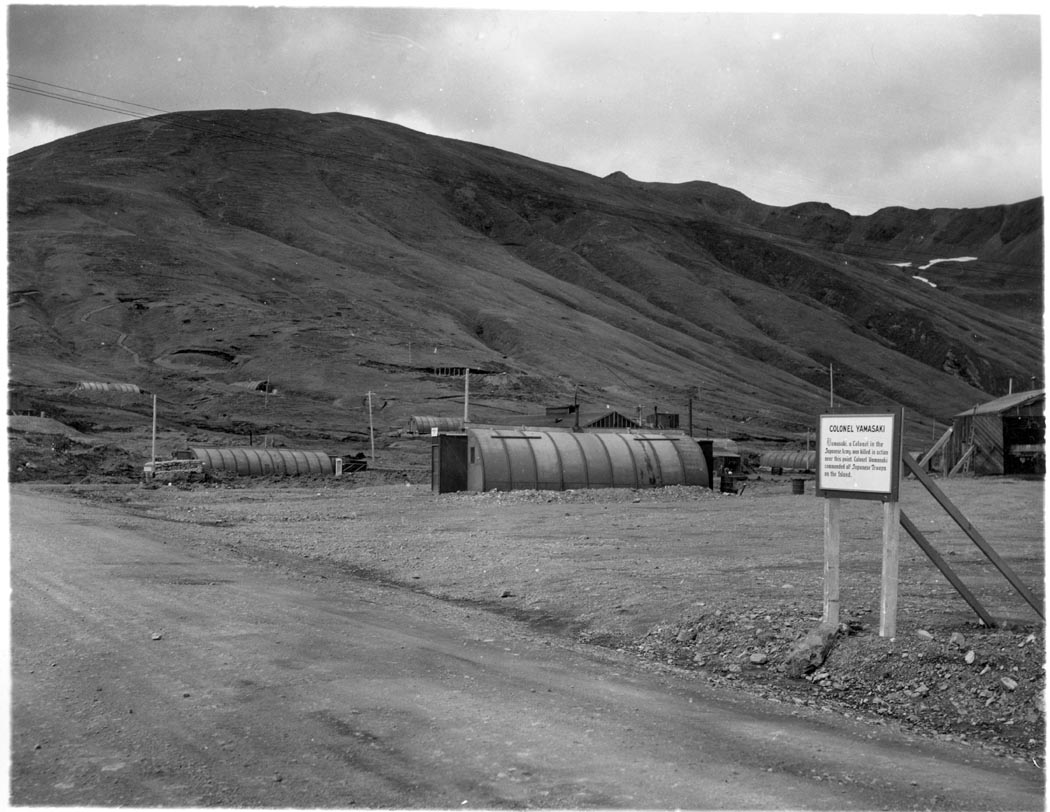
Az Attut elfoglaló japán csapatok vezetőjének Jamaszaki Jaszujo ezredesnek, az Aleut-szigeteken működő japán csapatok parancsnokának emléket állító tábla. Felirata: „Jamaszaki, a japán hadsereg ezredese e hely közelében esett el. Ő irányította a szigeten lévő japán csapatokat.” A háttérben katonai épületek

Attun 549 amerikai és kanadai halt meg és 1148 szenvedett sérüléseket, 1200-nak voltak komolyabb fagyási sérülései, 614-en betegedtek meg és 318-an haltak meg más okokból (aknák, eltévedt lövedékek). (Az amerikai katonák mintegy negyede esett el.) Május 29-én az utolsó japán katonák öngyilkosságot követtek el, hogy ne essenek fogságba (a 2900 főből mindössze 29 esett élve fogságba). A halottakat elföldelő egységek 2351 holttestet találtak, de a japánok által a hadjárat ideje alatt eltemetettek száma valószínűleg több százas nagyságrendű.

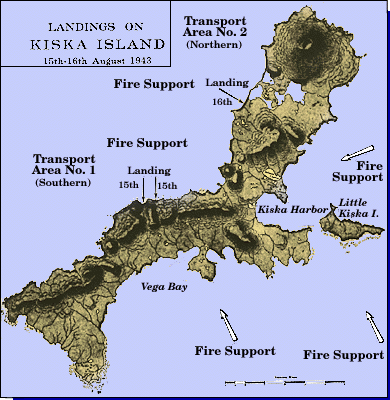
A Kiskán partraszálló amerikai-kanadai csapatok hadmozdulatai 1943. augusztus 15–16-án

Az 1943. augusztus 15-én a „Viskó” hadművelet keretében partraszálló 34 426 fős szövetséges hadsereg (köztük az amerikai 7. gyalogos hadosztály, a 4. gyalogos ezred és a 87. „hegyi-harc” csapat, kanadai részről pedig az 5300 fős 13. gyalogos dandár, amelyet a 6. és 7. gyalogos hadosztályból szerveztek ki, továbbá az Attun bevetett  1. alaszkai harci hírszerző szakasz, becenevükön Castner vágott-torkúi) Kiskát elhagyatottan találta. A japánok július 28-án sikeresen kimenekítették csapataikat, így az amerikai légierő több mint egy hétig a már elhagyott állásokat bombázta, és a sziget augusztusi visszafoglalásakor meghalt 313 szövetséges katona aknáknak, csapdáknak, „baráti tűz”-nek, a fagynak vagy betegségeknek esett áldozatul.

## A hadjárat emlékezete
A Dutch Harbor-i bombázás hatvanadik évfordulóját emléknappá nyilvánították (Dutch Harbor Remembrance Day), az állam lobogóit félárbócra engedték. Ugyanebben a hónapban nyílt meg az 1942–43 folyamán a Dutch Harbor-i haditengerészeti támaszpont védelmére épült egyik erőd területén az a nemzeti történeti emlékpark (Aleutians World War II Campaign National Historic Area), mely a térség második világháborús történetét mutatja be.